# Psyttalia cyclogaster
Psyttalia cyclogaster är en stekelart som först beskrevs av Thomson 1895.  Psyttalia cyclogaster ingår i släktet Psyttalia och familjen bracksteklar. Inga underarter finns listade i Catalogue of Life.